# しゃりきサンセットドーム

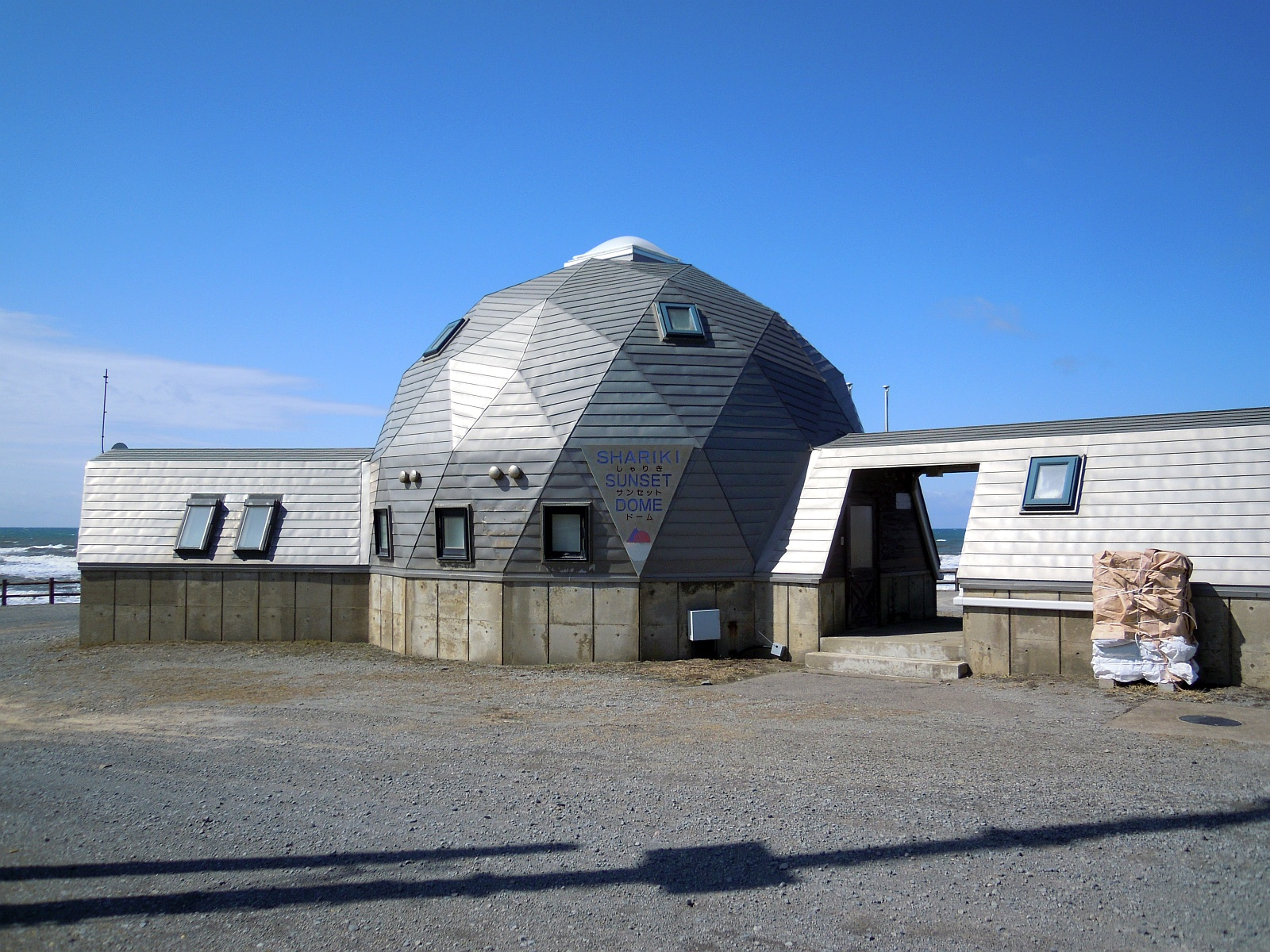
しゃりきサンセットドームの外観

しゃりきサンセットドームは、青森県つがる市の七里長浜（マグアビーチ）・車力漁港近くにある、日本海に沈む夕日が展望できる施設。アウトドアでキャンプもできるシーサイドコミュニティーセンター。

## 所在地
- 青森県つがる市富萢町屏風山1-1

## 利用可能時間
事前につがる市に申請し、利用許可を得る必要がある。
- 毎年、4月から11月まで利用可能（12月から翌年3月までは冬季閉鎖）[1]
- 9時から21時まで利用可能。21時を超える場合は超過料金が必要[1]

## 交通アクセス
- JR五能線の五所川原駅または津軽鉄道津軽鉄道線の津軽五所川原駅から車で約40分

## 周辺
- 航空自衛隊車力分屯基地

## イーストガル号のプロペラ

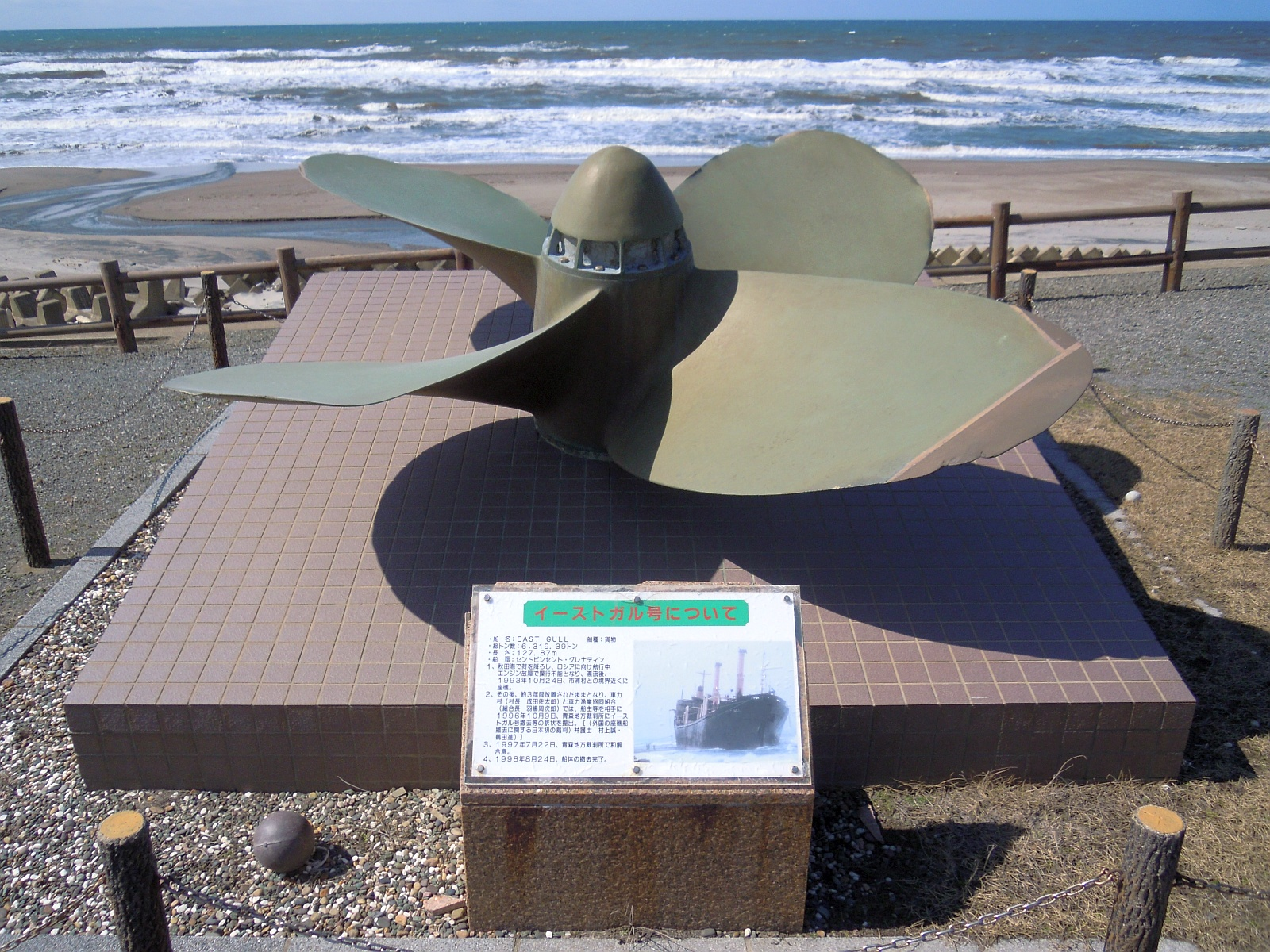
貨物船「イーストガル号」のスクリュープロペラ

しゃりきサンセットドームの敷地内には、セントビンセント・グレナディーン船籍の貨物船「イーストガル号（総トン数6,319トン）」のスクリュープロペラが静態保存されている。
1993年10月2日にマレーシアで南洋材を積み込んだイーストガル号は、10月16日に秋田港で積み荷を降ろし、ロシアハバロフスク地方のワニノ港に向かっていたが、10月24日早朝にエンジン故障で操舵不能となった。その後、イーストガル号は北西からの季節風に流されて漂流し、車力漁港の北側、市浦村（現五所川原市）との村境近くで座礁した。
乗組員22名は全員海上保安庁によって救助されたが、船主側はいっこうに船体の撤去に応じなかった（放置座礁外国船）。このため、車力村および車力漁業組合は、1996年10月9日に船体の撤去等を求める訴訟を提起した。これは外国船籍の座礁船の撤去に関する日本初の訴訟であった。1997年7月22日に青森地方裁判所で和解が成立、船主が撤去を行うものの車力村が費用の一部を協力金として支払うこととなった（さらに、青森県が村に対し補助を行う仕組み）。事故から4年近くが経過した1998年8月24日、船体の撤去は完了した。こうした座礁事故から撤去に至るまでの出来事を風化させないよう、イーストガル号のスクリュープロペラが保存されている。